# Henny Fokkens
Henny de la Baij-Fokkens was een Nederlandse verzetsstrijdster tijdens de Tweede Wereldoorlog.

## Verzet
Tijdens de Tweede Wereldoorlog was Trouw een van de grootste illegale verzetskranten van Nederland. Fokkens was een van de 2.000 verzetsstrijders, waaronder 300 vrouwen, die tijdens de oorlog betrokken waren bij Trouw.   
Net als veel andere verzetsgroepen had de Trouwgroep een eigen koeriersdienst. Langs de route Amsterdam - Groningen, die tweemaal per week werd onderhouden, was de stad Zwolle een van de locaties waar de post door de ene koerierster aan de andere koerierster werd overgedragen. Als vaste koerierster fietste Fokkens op dinsdag, woensdag, vrijdag en zaterdag met illegale goederen de 70 kilometer lange route van Oldebroek via Harderwijk naar Zwolle. Ze vervoerde allerlei materialen, waaronder uiteraard de illegale krant Trouw, maar ook boter, post en andere spullen. De slanke Fokkens leek vaak zwanger doordat ze de verboden dingen onder haar kleding verborg.
Het was gevaarlijk werk. Als de Duitse bezetters haar betrapten zou ze gearresteerd worden. Het lukte haar echter telkens weer om haar illegale vracht over de zwaar bewaakte IJsselbrug bij Zwolle te smokkelen. Wanneer ze bij de brug door een Duitse militair staande werd gehouden, vertelde ze dat ze op weg was naar haar zusje, die in het ziekenhuis lag. Ze gaf niet snel op. Als men haar niet direct door wilde laten, lachte ze lief en zei ze dat haar zusje heimwee had. Dan mocht ze de rivier de IJssel toch oversteken en fietste ze naar de familie Van der Kamp, die zich in het Karel V-huis aan de Sassenstraat in Zwolle bevond. Tijdens de Tweede Wereldoorlog was het Karel V-huis een centraal punt van de illegale koeriersdiensten. Ook werd de Trouw er gestencild. In het huis werd de kostbare en gevaarlijke vracht van Fokkens verdeeld over de verschillende koeriersters die er verder mee naar het noorden en het oosten van Nederland reisden.
Dat Fokkens er steeds in slaagde haar gevaarlijke missie tot een succesvol einde te brengen, werd door veel verzetscollega's als een topprestatie gezien, aangezien de IJsselbrug het lastigste punt in de hele koeriersdienst was. Fokkens was daardoor een belangrijke schakel tussen de noordelijke en de Amsterdamse Trouw-groep.

## Na de oorlog
Over haar koerierswerk schreef Fokkens een uitgebreid verslag. Dit verslag bevindt zich in het Trouw archief 1939-1968 - onderdeel #71 Verslagen over het reilen en zeilen van de koeriersdienst in het laatste oorlogsjaar, z.d. Het archief wordt beheerd door het Historisch Documentatiecentrum voor het Nederlands Protestantisme (HDC) van de Vrije Universiteit Amsterdam.
In een krantenbijlage uit 1968 kan men ook over haar ervaringen met het verzetswerk lezen. Daarin vertelt ze onder andere dat ze tegen de bezetters lachte "voor de goede zaak".  Daarover zei ze ook:  

 De sufferds lieten zich zomaar in de maling nemen waar ze zelf bijstonden.

Fokkens is een van de 298 vrouwen die in 2023 door Trouw-redacteuren Rianne Oosterom en Jan Blacquière in het kader van het onderzoeksproject De vrouwen van Trouw werden geïdentificeerd.